# José Gimeno Agius

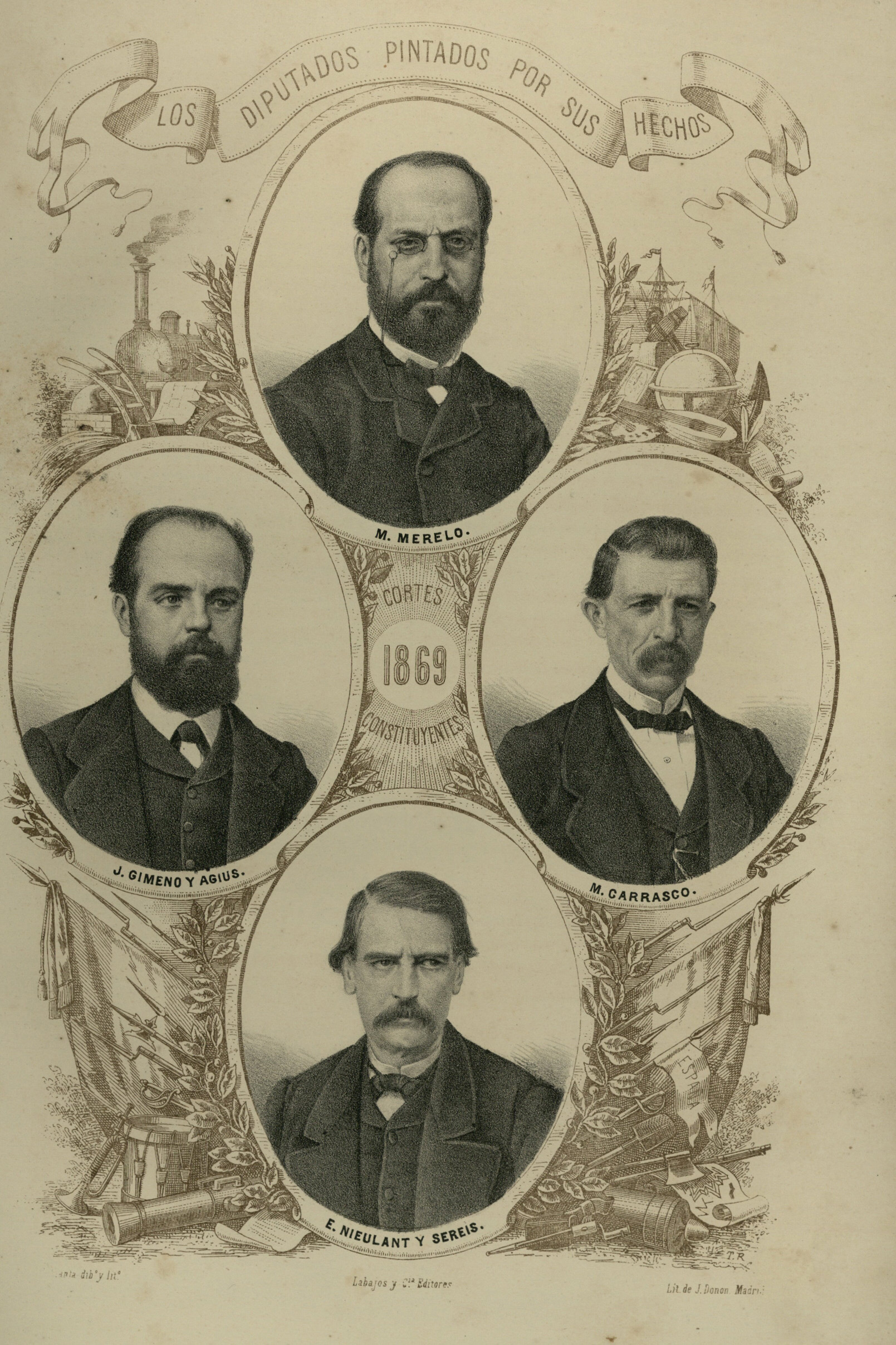
Manuel Melero y Calvo; José Gimeno Agius; Manuel Carrasco; Enrique Nieulant y Sereis. Litografía de Santiago Llanta para Los diputados pintados por sus hechos. Colección de estudios biográficos sobre los elegidos por el sufragio universal en las constituyentes de 1869 recopilados por distintos literatos, t. II, Madrid, R. Labajos y Compañía editores, 1869.

José Gimeno Agius (Segorbe, España, 1835 - 1901) fue un abogado, economista y político, diputado en las Cortes durante el sexenio democrático. Licenciado en derecho por la Universidad de Valencia (1861), siempre tuvo una estrecha relación con la prensa, fundando durante el bienio progresista El imparcial, y realizando colaboraciones a lo largo de toda su vida con diarios valencianos de corte progresista como La revista de España.
Tras el triunfo de la revolución de 1868 se convirtió en el secretario particular de Laureano Figuerola en el Ministerio de Hacienda y fue elegido diputado del Partido Progresista por el distrito de Castellón de la Plana en las elecciones a Cortes Constituyentes de 1869. De 1870 a 1873 fue interventor general de Hacienda en Filipinas, cargo que repetirá de 1891 a 1895, y en 1883 fue nombrado inspector general de Hacienda. Adscrito a la Izquierda Dinástica, en las elecciones generales de 1898 se presentó como candidato del Partido Liberal Fusionista, siendo derrotado por Juan Navarro Reverter.

## Obras
- La división territorial de España
- Población y comercio de Filipinas (1884)
- Comercio exterior de España (1888)
- El comercio exterior de Filipinas (1878)
- Usos y abusos de la estadística (1882)
- Reformas de la ortografía castellana (1896)
- La criminalidad en España (1886)